# 시모쓰후카에촌
시모쓰후카에촌(일본어: 下津深江村)은 일본 구마모토현 아마쿠사군에 설치되었던 촌이다. 

## 역사
- 1889년 4월 1일 - 정촌제 시행에 의해 시모쓰후카에촌이 성립하였다.
- 1936년 10월 1일 - 오다토코촌과 합병해 시모다촌이 되었다.

## 참고 문헌
- 角川日本地名大辞典編纂委員会, 『角川日本地名大辞典 43 熊本県』1987, 角川書店